# Base Družnaja 2
La base Družnaja 2 (in russo База Дружная-2) era una base antartica estiva sovietica ubicata nella Lassiter Coast, Penisola antartica
Localizzata ad una longitudine di 75°36′ sud e ad una latitudine di 57°52′ ovest, la base ha operato dal 1982 al 1986. È attualmente abbandonata, ma accoglie sporadicamente personale russo per ricerche specifiche.